# Africa (Schiff, 1781)
Die Africa, auch HMS Africa, war ein 64-Kanonen-Linienschiff (Zweidecker) 3. Ranges der Inflexible-Klasse der britischen Marine, das von 1781 bis 1814 in Dienst stand.

## Geschichte
Die spätere Africa wurde am 11. Februar 1778 bestellt. Das Schiff wurde unter der Bauaufsicht des Schiffbauers William Barnard in Deptford (London) am 2. März 1778 auf Kiel gelegt. Der Stapellauf erfolgte am 14. April 1781 und die offizielle Indienststellung bereits im März 1781. Die Baukosten betrugen 39.003 Pfund, 24 Schilling und 7 Pence (siehe Pfund Sterling).
Während des Amerikanischen Unabhängigkeitskrieges wurde die Africa im Frühjahr 1782 in indische Gewässer entsandt und nahm 1783 an der Seeschlacht von Cuddalore teil.
1805 spielte das Schiff bei der Schlacht von Trafalgar eine besondere Rolle. Die Africa war von der britischen Flotte vor der Schlacht getrennt worden, so dass ihr Kommandant Captain Henry Digby nicht über Horatio Nelsons Schlachtplan informiert war. Sie erreichte daher die Schlacht allein und aus einer völlig anderen Richtung. In das Kampfgeschehen griff die Africa ein, indem sie die französisch-spanische Linie passierte und Breitseiten austauschte.
Während des Krieges gegen Dänemark (1807–1814) beschützte die Africa im Oktober 1808 einen Konvoi von Schweden nach England, als sie im Öresund von kleinen, kanonenbestückten dänischen und norwegischen Ruderschaluppen unter dem Kommando von Johan Cornelius Krieger angegriffen und beinahe gekapert wurde; nur mit Glück konnte sie stark beschädigt ins schwedische Karlskrona entkommen.
Im Krieg von 1812 war sie Teil jener Kampfeinheit unter dem Befehl von Kapitän Philip Broke, die vergeblich die Constitution zu stellen suchte.
Im Jahr 1814 wurde sie in Portsmouth abgewrackt.